# Río Curanipe
El río Curanipe es un curso natural de agua de breve curso que nace en las faldas occidentales de la cordillera de la Costa y fluye en la región del Maule, Chile, con dirección general noroeste hasta desembocar en el océano Pacífico en el poblado de Curanipe.

## Historia
Luis Risopatrón escribió en 1924 en su "Diccionario Jeográfico de Chile":
Curanipe (Riachuelo de). De corto curso i caudal, nace en la vertiente W de la Cordillera de La Costa, corre hacia el NW i se vacía en la rada del mismo nombre, a unos 200 m al NE de la punta Tarao, al abrigo de la roca La Gaviota; en los días de fuerte viento se cierra la boca i se forma una pequeña laguna allado interior, que se desagua tan pronto como alcanza algunas proporciones.